# إبراهيم سليمانا (لاعب كرة قدم)
إبراهيم سليمانا (بالإنجليزية: Ibrahim Sulemana)‏ هو لاعب كرة قدم غاني في مركز الوسط، ولد في 22 مايو 2003.

## وصلات خارجية
- إبراهيم سليمانا (لاعب كرة قدم) على موقع قاعدة بيانات كرة القدم.إي يو (الإنجليزية)
- إبراهيم سليمانا (لاعب كرة قدم) على موقع Soccerway.com (الإنجليزية)
- إبراهيم سليمانا (لاعب كرة قدم) على موقع عالم كرة القدم.نت (الإنجليزية)